# Parathyma avitus
Parathyma avitus är en fjärilsart som beskrevs av Hans Fruhstorfer 1915. Parathyma avitus ingår i släktet Parathyma och familjen praktfjärilar. Inga underarter finns listade i Catalogue of Life.